# Eriocaulon takae
Eriocaulon takae är en gräsväxtart som beskrevs av Gen-Iti Koidzumi. Eriocaulon takae ingår i släktet Eriocaulon och familjen Eriocaulaceae. Inga underarter finns listade i Catalogue of Life.